# Javier Pérez de Cuéllar
Javier Felipe Ricardo Pérez de Cuéllar Guerra; (Lima, 19 de janeiro de 1920 - Lima, 4 de março de 2020) foi um diplomata e político peruano. Foi o Secretário-geral das Nações Unidas de 1982 a 1992.
Candidatou-se à presidência do Peru em 1995, mas foi derrotado por Alberto Fujimori. Em setembro de 2000, logo após a fuga do Presidente Alberto Fujimori para o Japão, foi encarregado pelo Presidente em Exercício, Valentin Paniagua, para liderar o Governo de Transição e organizar as eleições, com a dupla função de presidir ao Conselho de Ministros, bem como ao Ministério dos Relações Exteriores. No governo que resultou das eleições, do Presidente Alejandro Toledo, foi nomeado Embaixador em Paris, terminando a sua carreira política e diplomática em setembro de 2004, e ficando na França.

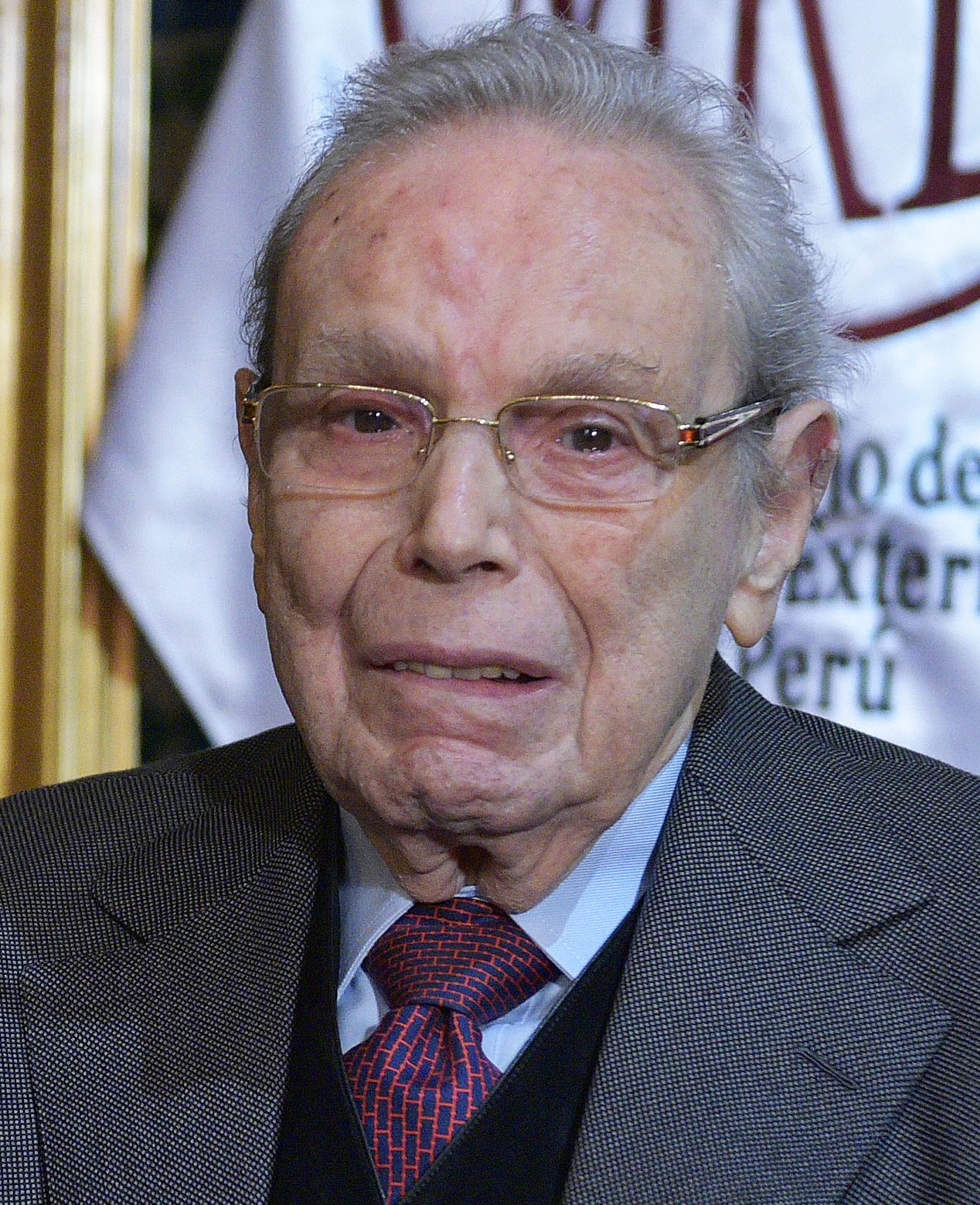
Pérez de Cuéllar em 2015.

A 1 de março de 1996 foi agraciado com a Grã-Cruz da Ordem da Liberdade de Portugal.

## Morte
Morreu no dia 4 de março de 2020, aos 100 anos, em sua cidade natal por problemas de saúde.